# Ủy ban Quốc phòng, An ninh và Đối ngoại của Quốc hội (Việt Nam)
Ủy ban Quốc phòng, An ninh và Đối ngoại là cơ quan chuyên trách của Quốc hội Việt Nam, cơ quan giám sát pháp lệnh liên quan tới An ninh và Quốc phòng.
Thành viên của Ủy ban có quyền giám sát ngân sách chi tiêu Quốc phòng của Việt Nam, cắt giảm hoặc đề xuất tăng chi tiêu nếu thấy cần thiết.
Trong đợt cải cách hành chính 2024–2025, Ủy ban Quốc phòng, An ninh đã được đổi tên thành Ủy ban Quốc phòng, An ninh và Đối ngoại sau khi sáp nhập với một phần của Ủy ban Đối ngoại của Quốc hội.

## Nhiệm vụ và quyền hạn
1. Thẩm tra dự án luật, pháp lệnh, nghị quyết của Quốc hội, Ủy ban Thường vụ Quốc hội thuộc lĩnh vực quốc phòng, an ninh, trật tự, an toàn xã hội, đối ngoại và các báo cáo, dự án, đề án khác thuộc lĩnh vực phụ trách hoặc do Quốc hội, Ủy ban Thường vụ Quốc hội giao.
2. Thẩm tra việc bảo đảm yêu cầu về quốc phòng, an ninh trong các dự án luật, pháp lệnh, nghị quyết trước khi trình Quốc hội, Ủy ban Thường vụ Quốc hội; thẩm tra chính sách cơ bản về đối ngoại; chủ trì thẩm tra điều ước quốc tế thuộc thẩm quyền phê chuẩn, quyết định gia nhập hoặc chấm dứt hiệu lực của Quốc hội; thẩm tra đề nghị của Thủ tướng Chính phủ về việc phê chuẩn bổ nhiệm, miễn nhiệm đại sứ đặc mệnh toàn quyền của nước Cộng hòa xã hội chủ nghĩa Việt Nam.
3. Giám sát việc thi hành Hiến pháp, luật, nghị quyết của Quốc hội, pháp lệnh, nghị quyết của Ủy ban Thường vụ Quốc hội; giám sát hoạt động của Chính phủ, các Bộ, cơ quan ngang Bộ trong việc thực hiện nhiệm vụ quốc phòng, an ninh, chính sách đối ngoại, việc kết hợp kinh tế với quốc phòng, an ninh và quốc phòng, an ninh với kinh tế trong chiến lược, quy hoạch, kế hoạch, chính sách, dự án, chương trình phát triển kinh tế - xã hội và trên từng địa bàn; giám sát hoạt động ký kết, gia nhập và thực hiện điều ước quốc tế, thỏa thuận quốc tế; giám sát việc thực hiện chính sách đối với người Việt Nam định cư ở nước ngoài và người nước ngoài tại Việt Nam và các nội dung khác thuộc lĩnh vực Ủy ban phụ trách.
4. Giám sát văn bản quy phạm pháp luật của Chính phủ, Thủ tướng Chính phủ, Bộ trưởng, Thủ trưởng cơ quan ngang Bộ thuộc lĩnh vực Ủy ban phụ trách.
5. Kiến nghị các vấn đề về quốc phòng, an ninh, trật tự, an toàn xã hội, các vấn đề về chính sách đối ngoại của Nhà nước, về quan hệ với Quốc hội các nước, các tổ chức liên nghị viện thế giới và khu vực, các vấn đề liên quan đến tổ chức, hoạt động của các cơ quan hữu quan và các vấn đề khác thuộc lĩnh vực Ủy ban phụ trách.
6. Trình dự án luật, nghị quyết trước Quốc hội, dự án pháp lệnh, nghị quyết trước Ủy ban Thường vụ Quốc hội về lĩnh vực Ủy ban phụ trách.
7. Làm nhiệm vụ cơ quan đầu mối trong quan hệ ngoại giao với nghị viện các nước, các tổ chức liên nghị viện thế giới và khu vực mà Quốc hội Việt Nam là thành viên; giữ quan hệ với các Ủy ban phụ trách công tác đối ngoại của nghị viện các nước.
8. Thực hiện các nhiệm vụ khác theo phân công của Quốc hội, Ủy ban Thường vụ Quốc hội.

## Danh sách thành viên

### Khóa XV
| Chức vụ       | Tên                          | Ghi chú |
| ------------- | ---------------------------- | --- |
| Chủ nhiệm     | Thượng tướng Lê Tấn Tới      | Ủy viên Trung ương Đảng, Ủy viên Ban Thường vụ Đảng ủy Quốc hội, Ủy viên Ủy ban Thường vụ Quốc hội, Thứ trưởng Bộ Công an |
| Phó Chủ nhiệm | Trung tướng Nguyễn Hải Hưng  | Bí thư Chi bộ Quốc phòng và An ninh, Phó Chủ tịch Nhóm Nghị sĩ hữu nghị Việt Nam – Trung Quốc                             |
| Phó Chủ nhiệm | Trung tướng Nguyễn Minh Đức  | Phó Bí thư Chi bộ Quốc phòng và An ninh, Chủ tịch Nhóm nghị sĩ hữu nghị Việt Nam - Thụy Điển                              |
| Phó Chủ nhiệm | Thiếu tướng Nguyễn Quốc Hùng | |
| Phó Chủ nhiệm | Đôn Tuấn Phong               | Chủ tịch Nhóm Nghị sĩ hữu nghị Việt Nam – Đức; Phó Chủ tịch Nhóm Nghị sĩ hữu nghị Việt Nam – EP.                          |
| Phó Chủ nhiệm | Nguyễn Mạnh Tiến             | Chủ tịch Nhóm Nghị sĩ hữu nghị Việt Nam – Ucraina; Phó Chủ tịch Nhóm Nghị sĩ hữu nghị Việt Nam – Trung Quốc.              |

- Ủy viên (8 người):
  1. Trịnh Xuân An
  2. Trần Việt Anh
  3. Phạm Phú Bình
  4. Thái Quỳnh Mai Dung
  5. Trần Thị Hồng An
  6. Vũ Xuân Hùng
  7. Vũ Huy Khánh
  8. Trần Đức Thuận

### Khóa XIV
Ủy ban Quốc phòng và An ninh Quốc hội khóa 14 nhiệm kì 2016-2021 gồm có 42 thành viên sau đây:
- Chủ nhiệm:[4]
  - Thượng tướng Võ Trọng Việt, Uỷ viên Ủy ban Thường vụ Quốc hội Việt Nam, nguyên Thứ trưởng Bộ quốc phòng.
- Các Phó Chủ nhiệm:
  - Nguyễn Hải Hưng, nguyên Phó Tư lệnh Quân khu 3, Trung tướng Quân đội
  - Trần Ngọc Khánh, nguyên Giám đốc Công an tỉnh Khánh Hòa, Trung tướng, Thạc sĩ Công an
  - Nguyễn Minh Đức, Thiếu tướng GS.TS Công an, Đại biểu Quốc hội Thành phố Hồ Chí Minh, nguyên Viện trưởng Viện khoa học cảnh sát, Học viện Cảnh sát nhân dân; nguyên Phó Tổng biên tập Tạp chí Cảnh sát nhân dân.
  - Đỗ Quang Thành, Đại biểu Quốc hội tỉnh Cao Bằng, Thiếu tướng Quân đội (Biên phòng), nguyên Chỉ huy trưởng Bộ đội Biên phòng tỉnh Cao Bằng
- Uỷ viên thường trực:
  - Đặng Ngọc Nghĩa, Thiếu tướng Quân đội, Đại biểu Quốc hội tỉnh Thừa Thiên Huế, nguyên Phó Tham mưu trưởng Quân khu 4
  - Nguyễn Mai Bộ, Thiếu tướng Tiến sĩ Quân đội, Đại biểu Quốc hội tỉnh An Giang, nguyên Phó Chánh án Tòa án Quân sự Trung ương.
  - Nguyễn Thanh Hồng, Thiếu tướng Tiến sĩ Công an,Đại biểu Quốc hội tỉnh Bình Dương, nguyên Phó Tổng Biên tập Tạp chí Công an nhân dân
  - Nguyễn Thị Xuân, ủy viên thường trực từ ngày 1 tháng 4 năm 2020, Đại biểu Quốc hội tỉnh Đắk Lắk, Thiếu tướng Công an, nguyên Phó Giám đốc Công an tỉnh Đắk Lắk, nguyên Phó Cục trưởng Cục Pháp chế và Cải cách thủ tục Hành chính, Tư pháp, Bộ Công an.
- Ủy viên (32 người):
  - Nguyễn Trọng Nghĩa, Thượng tướng Quân đội, Ủy viên Trung ương Đảng, Uỷ viên Quân ủy Trung ương, Phó Chủ nhiệm Tổng cục Chính trị QĐND Việt Nam.
  - Nguyễn Văn Được, Thượng tướng Quân đội, Bí thư Đảng đoàn Hội Cựu chiến binh Việt Nam, Chủ tịch Hội Cựu chiến binh Việt Nam
  - Lê Quý Vương, Thượng tướng Công an, Ủy viên Ban chấp hành Trung ương Đảng, Phó Bí thư Đảng ủy công an Trung ương, Thứ trưởng Thường trực Bộ Công An.
  - Nguyễn Doãn Anh, Trung tướng Quân đội, Tư lệnh Quân khu 4, nguyên Tư lệnh BTL Thủ đô Hà Nội.
  - Lâm Quang Đại, Trung tướng Quân đội, Thường vụ Đảng ủy Quân chủng Phòng không - Không quân, Chính ủy Quân chủng Phòng không-Không quân.
  - Trần Việt Khoa, Trung tướng Quân đội, Ủy viên Ban chấp hành Trung ương Đảng, Uỷ viên Quân ủy Trung ương, Giám đốc Học viện Quốc phòng.
  - Lê Tấn Tới, Thiếu tướng Công an, Thứ trưởng Bộ Công an, nguyên Cục trưởng Cục Tổ chức cán bộ, Bộ Công an.
  - Trần Quốc Tỏ, Trung tướng PGS.TS Công an nhân dân, Ủy viên Trung ương Đảng, Thứ trưởng Bộ Công an, nguyên Bí thư Tỉnh ủy Thái Nguyên.
  - Nguyễn Trọng Bình, Trung tướng, hiện là Phó Tổng tham mưu trưởng QĐNDVN, nguyên Phó Tư lệnh Quân chủng Hải Quân
  - Nguyễn Hữu Cầu, Thiếu tướng Công an, Nguyên Ủy viên Ban Thường vụ Tỉnh ủy Nghệ An, Nguyên Bí thư Đảng ủy, Nguyên Giám đốc Công an tỉnh Nghệ An
  - Ngô Minh Châu, Thiếu tướng Công an, nguyên Phó Giám đốc Công an Thành phố Hồ Chí Minh. Nay là Phó Chủ tịch UBND TP.Hồ Chí Minh
  - Sùng Thìn Cò, Thiếu tướng Quân đội, Đảng ủy viên Đảng bộ Quân khu 2, nguyên Phó Tư lệnh Quân khu 2
  - Đào Thanh Hải, Thiếu tướng Công an, Phó bí thư Đảng ủy, Phó Giám đốc Công an thành phố Hà Nội.
  - Bùi Đức Hạnh, Thiếu tướng Quân đội, Đảng ủy viên Đảng bộ Bộ đội Biên phòng, Phó Tư lệnh Bộ đội Biên phòng.
  - Nguyễn Minh Hoàng, Thiếu tướng Quân đội, nguyên Phó Chính ủy Quân khu 7.
  - Nguyễn Sỹ Hội, Thiếu tướng Quân đội, nguyên Phó Tư lệnh Quân khu 4.
  - Nguyễn Văn Man, Thiếu tướng Quân đội, nguyên Ủy viên Ban Thường vụ Tỉnh ủy, nguyên Chỉ huy trưởng Bộ Chỉ huy quân sự tỉnh Quảng Bình, nguyên Phó Tư lệnh Quân khu 4 (hy sinh ngày 13/10/2020 khi làm nhiệm vụ cứu hộ cứu nạn thủy điện Rào Trăng 3)
  - Nguyễn Quang Ngọc, Thiếu tướng Quân đội, Tư lệnh Quân khu 3, nguyên Phó Tư lệnh kiêm TMT Quân khu 3.
  - Phạm Thành Tâm, Thiếu tướng Quân đội, Phó Tư lệnh Quân khu 9.
  - Nguyễn Đình Tiến, Thiếu tướng Quân đội, Ủy viên Ban Thường vụ Đảng ủy Quân khu 5, Phó Tư lệnh Quân khu 5.
  - Phan Văn Tường, Thiếu tướng Quân đội, Ủy viên thường vụ Đảng ủy Quân khu I, nguyên Phó Tư lệnh Quân khu 1.
  - Triệu Tuấn Hải, Đại tá Công an, Phó Giám đốc Công an tỉnh Lạng Sơn.
  - Vũ Xuân Hùng, Đại tá Quân đội, nguyên Chỉ huy trưởng Bộ chỉ huy quân sự tỉnh Thanh Hóa, hiện là Phó tham mưu trưởng Quân khu 4.
  - Huỳnh Thanh Liêm, Đại tá Quân đội, Tỉnh ủy viên, Phó Bí thư Đảng ủy Quân sự tỉnh, Chính ủy Bộ Chỉ huy quân sự tỉnh Đồng Nai.
  - Hầu Văn Lý, Đại tá Công an, Phó Chánh Văn phòng Bộ Công an, nguyên Giám đốc Công an tỉnh Hà Giang.
  - Phạm Huyền Ngọc, Đại tá Công an, nguyên Giám đốc Công an tỉnh Ninh Thuận.
  - Hồ Văn Thái, Đại tá Quân đội, Tỉnh ủy viên, Phó Chủ nhiệm Chính trị Quân khu 9, nguyên Chính ủy Bộ Chỉ huy Quân sự tỉnh Kiên Giang.
  - Trần Dương Tuấn, Thường vụ Tỉnh ủy Bến Tre, Chủ tịch Uỷ ban Mặt trận Tổ quốc Việt Nam tỉnh Bến Tre, Phó Trưởng Đoàn đại biểu Quốc hội tỉnh Bến Tre.
  - Dương Minh Tuấn, Tỉnh ủy viên, Phó Trưởng Đoàn chuyên trách Đoàn đại biểu Quốc hội tỉnh Bà Rịa - Vũng Tàu.
  - Nguyễn Hồng Vân, Tỉnh ủy viên, Phó Trưởng Đoàn chuyên trách Đoàn đại biểu Quốc hội tỉnh Phú Yên.
  - Tráng Thị Xuân, Thường vụ Tỉnh ủy, Phó Trưởng Đoàn chuyên trách Đoàn đại biểu Quốc hội tỉnh Sơn La, Phó Bí thư Ban cán sự Đảng, Phó Chủ tịch Thường trực Ủy ban nhân dân tỉnh Sơn La.
  - Cầm Thị Mẫn, Tỉnh ủy viên, Phó Trưởng Đoàn Đoàn đại biểu Quốc hội tỉnh Thanh Hóa.

### Khóa XIII
- Chủ nhiệm:[5]
  - Nguyễn Kim Khoa, Trung tướng Quân đội, Uỷ viên Uỷ ban thường vụ Quốc hội, đại biểu Quốc hội tỉnh Phú Thọ.
- Các Phó Chủ nhiệm chuyên trách:
  - Hồ Trọng Ngũ, đại biểu Quốc hội tỉnh Vĩnh Long; Thiếu tướng CAND
  - Trần Đình Nhã, đại biểu Quốc hội tỉnh Thừa Thiên - Huế; Trung tướng CAND
  - Đặng Ngọc Nghĩa,Thiếu tướng, đại biểu Quốc hội tỉnh Thừa Thiên – Huế;
  - Lê Việt Trường, đại biểu Quốc hội tỉnh An Giang;
- Các Uỷ viên:
  - Uỷ viên thường trực (Đại biểu Quốc hội chuyên trách ở Trung ương):
    - Nguyễn Thanh Hồng, đại biểu Quốc hội tỉnh Bình Dương; Thiếu tướng CAND
    - Nguyễn Hữu Hùng, đại biểu Quốc hội tỉnh Tiền Giang; Đại tá QĐND
    - Phan Văn Tường, đại biểu Quốc hội tỉnh Thái Nguyên; Đại tá QĐND

  - Đại biểu Quốc hội chuyên trách ở địa phương:
    - Hoàng Việt Phương, đại biểu Quốc hội tỉnh Tuyên Quang; Phó Giám đốc Sở Y tế tỉnh Tuyên Quang
    - Trần Thị Hoa Sinh, đại biểu Quốc hội tỉnh Lạng Sơn; Phó trưởng đoàn Đại biểu Quốc hội tỉnh Lạng Sơn
    - Nguyễn Anh Sơn, đại biểu Quốc hội tỉnh Nam Định; Phó trưởng đoàn Đại biểu Quốc hội tỉnh Nam Định
    - Huỳnh Thành, đại biểu Quốc hội tỉnh Gia Lai; Phó trưởng đoàn Đại biểu Quốc hội tỉnh Gia Lai
    - Đại biểu Quốc hội kiêm nhiệm:
    - Ngô Ngọc Bình, đại biểu Quốc hội Thành phố Hồ Chí Minh; Thiếu tướng QĐND, Phó Tư lệnh Quân khu 7
    - Nguyễn Quang Cường, đại biểu Quốc hội Thành phố Hải Phòng; Đại tá QĐND, Chỉ huy trưởng BCHQS Thành phố Hải Phòng
    - Phùng Khắc Đăng, đại biểu Quốc hội tỉnh Sơn La; Trung tướng QĐND, Phó Chủ tịch Hội Cựu chiến binh
    - Lê Văn Hoàng, đại biểu Quốc hội Thành phố Đà Nẵng; Thiếu tướng QĐND, Chính ủy Tổng cục Hậu cần - BQP
    - Ngô Văn Hùng, đại biểu Quốc hội tỉnh Lào Cai; Thiếu tướng QĐND, Phó Tư lệnh Quân khu 2
    - Phạm Hồng Hương, đại biểu Quốc hội tỉnh Hải Dương; Thiếu tướng QĐND, Phó Tư lệnh Tham mưu trưởng Quân khu 3
    - Nguyễn Minh Kha, đại biểu Quốc hội Thành phố Cần Thơ; Đại tá CAND, Phó Giám đốc Công an Thành phố Cần Thơ
    - Nguyễn Văn Khánh, đại biểu Quốc hội tỉnh Đồng Nai; Thiếu tướng CAND, Giám đốc Công an tỉnh Đồng Nai
    - Huỳnh Thế Kỳ, đại biểu Quốc hội tỉnh Ninh Thuận; Thiếu tướng CAND, Giám đốc Công an tỉnh Ninh Thuận
    - Nguyễn Viết Nhiên, đại biểu Quốc hội Thành phố Hải Phòng; Chuẩn Đô đốc, Phó Tư lệnh Quân chủng Hải quân
    - Đỗ Ngọc Niễn, đại biểu Quốc hội tỉnh Bình Thuận; Đại tá QĐND, Chỉ huy trưởng BCHQS tỉnh Bình Thuận
    - Lê Đông Phong, đại biểu Quốc hội Thành phố Hồ Chí Minh; Thiếu tướng CAND, phó giám đốc CA Thành phố Hồ Chí Minh
    - Nguyễn Văn Thanh, đại biểu Quốc hội Thành phố Hà Nội; Trung tướng QĐND, Chính ủy Quân chủng Phòng không - Không quân
    - Trần Đình Thu, đại biểu Quốc hội tỉnh Gia Lai; Đại tá CAND, Giám đốc Công an tỉnh Gia Lai
    - Vũ Chí Thực, đại biểu Quốc hội tỉnh Quảng Ninh; Thiếu tướng CAND, Giám đốc Công an tỉnh Quảng Ninh
    - Bế Xuân Trường, đại biểu Quốc hội tỉnh Bắc Kạn; Trung tướng QĐND, Phó Tổng tham mưu trưởng
    - Trần Hữu Tuất, đại biểu Quốc hội tỉnh Nghệ An; Thiếu tướng QĐND, phó Tư lệnh Quân khu 4
    - Đỗ Kim Tuyến, đại biểu Quốc hội Thành phố Hà Nội; Trung tướng CAND, Phó Tổng cục trưởng Tổng cục Cảnh sát
    - Nguyễn Xuân Tỷ, đại biểu Quốc hội tỉnh Bến Tre; Thiếu tướng QĐND, Phó Tư lệnh Quân khu 9
    - Đỗ Bá Tỵ, đại biểu Quốc hội tỉnh Điện Biên; Thượng tướng QĐND, Tổng tham mưu trưởng - Thứ trưởng BQP
    - Võ Trọng Việt, đại biểu Quốc hội tỉnh Kon Tum; Thượng tướng QĐND, Thứ trưởng BQP
    - Trịnh Xuyên, đại biểu Quốc hội tỉnh Thanh Hóa; Đại tá CAND, Giám đốc CA tỉnh Thanh Hoá
    - Nguyễn Thị Nhung, đại biểu Quốc hội tỉnh Khánh Hòa; Chủ tịch Hội Liên hiệp Phụ nữ tỉnh Khánh Hòa
    - Niê Thuật, đại biểu Quốc hội tỉnh Đắk Lắk; Bí thư Tỉnh ủy tỉnh Đăk Lăk

## Chủ nhiệm qua các thời kỳ
| Thứ tự | Họ tên                        | Thời gian               | Thời gian tại nhiệm | Quốc hội khóa          |
| ------ | ----------------------------- | ----------------------- | ------------------- | ---------------------- |
| 1      | Trung tướng Đặng Quân Thụy    | (19/7/1992 - 20/9/1997) | 5 năm, 63 ngày      | Quốc hội khóa IX       |
| 2      | Trung tướng Nguyễn Phúc Thanh | (20/9/1997 - 19/7/2007) | 9 năm, 302 ngày     | Quốc hội khóa X,XI     |
| 3      | Trung tướng Nguyễn Kim Khoa   | (19/7/2007 - 5/4/2016)  | 8 năm, 261 ngày     | Quốc hội khóa XII,XIII |
| 4      | Thượng tướng Võ Trọng Việt    | (5/4/2016 - 21/7/2021)  | 5 năm, 107 ngày     | Quốc hội khóa XIV      |
| 5      | Thượng tướng Lê Tấn Tới       | (21/7/2021 - nay)       | 4 năm, 25 ngày      | Quốc hội khóa XV       |

## Sơ đồ
Sơ đồ tổ chức từ năm 2020